# 旧渋谷川遊歩道路

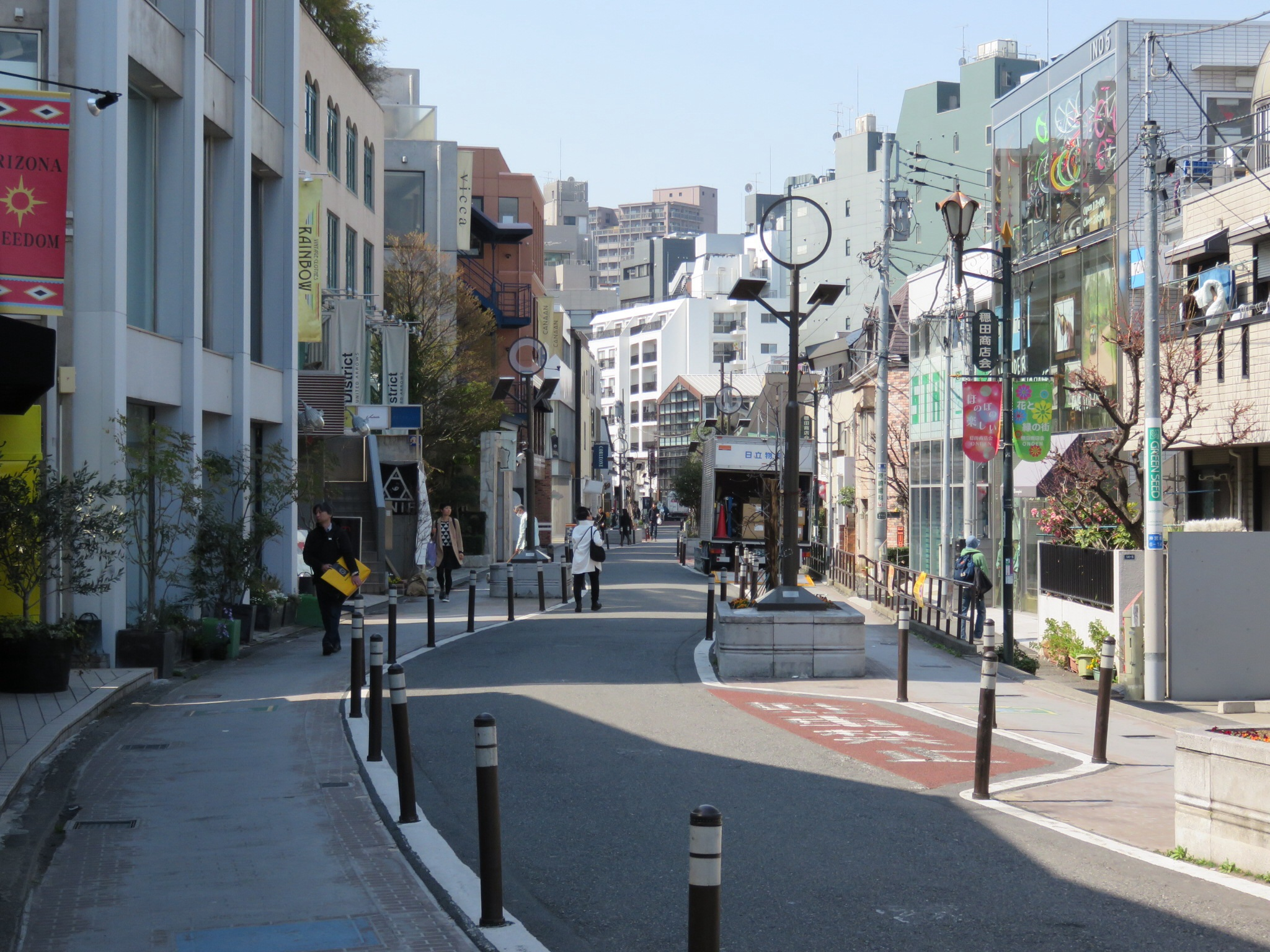
キャットストリート

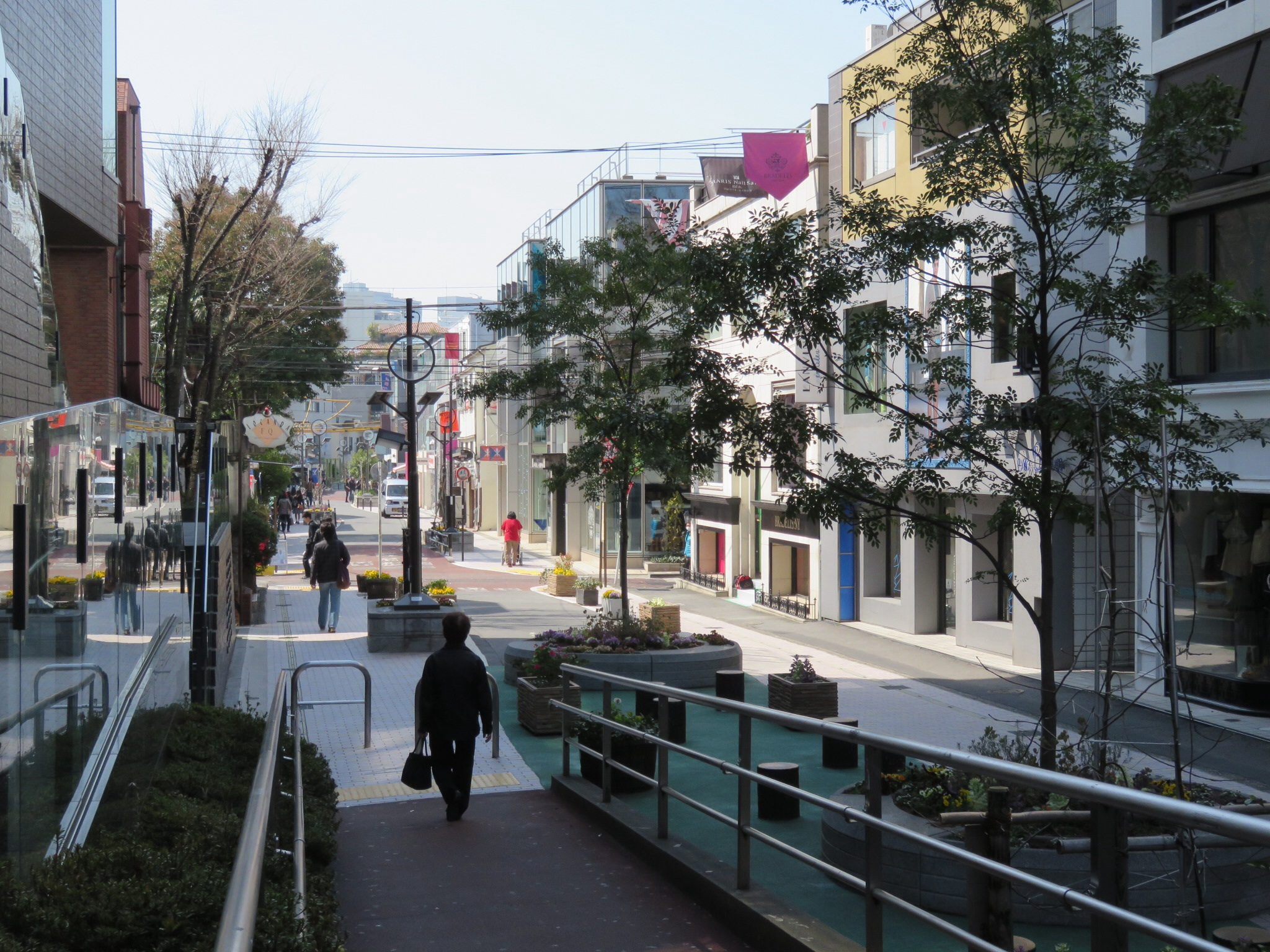
キャットストリート

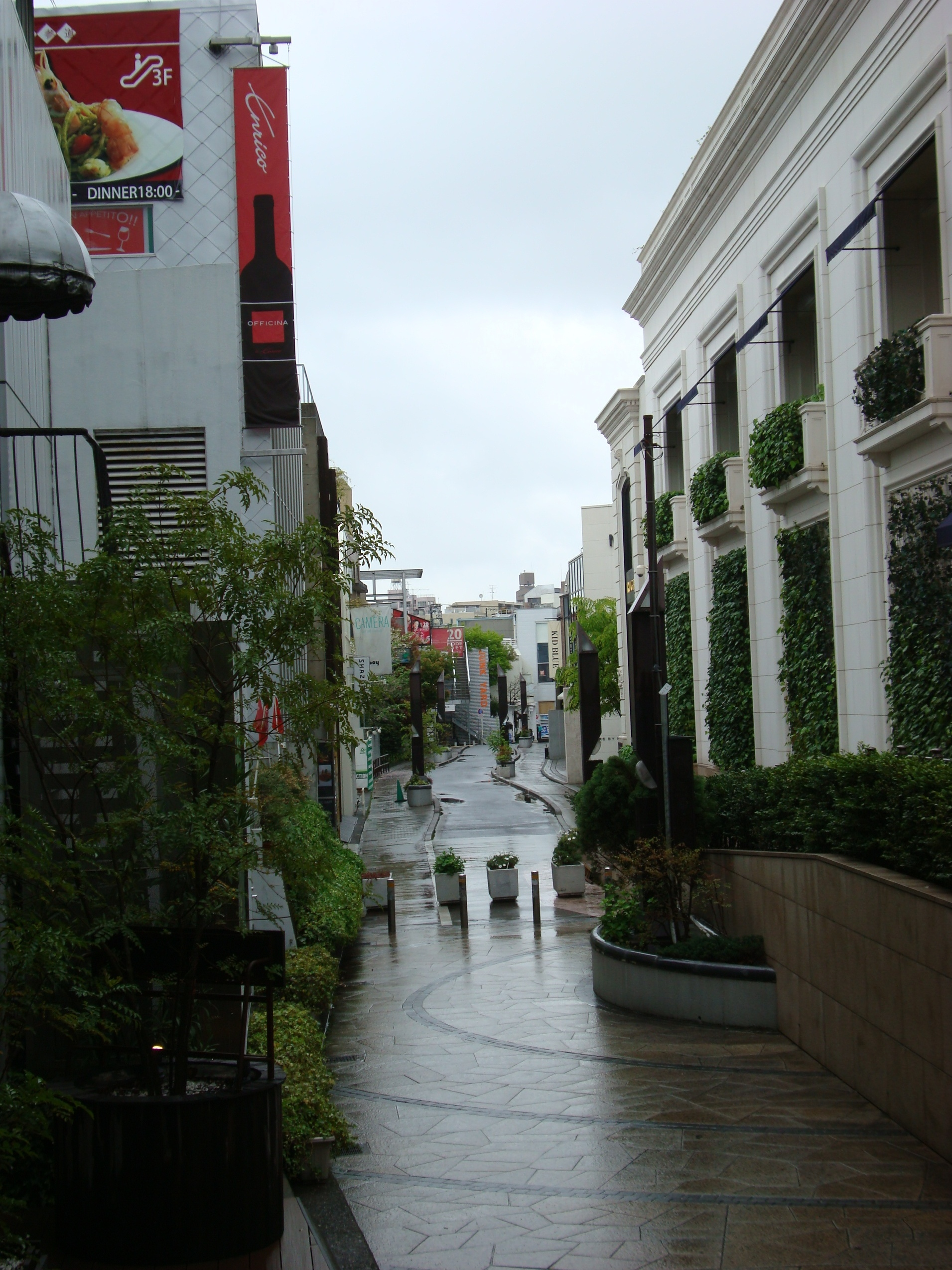
キャットストリート
（渋谷区神宮前3丁目）

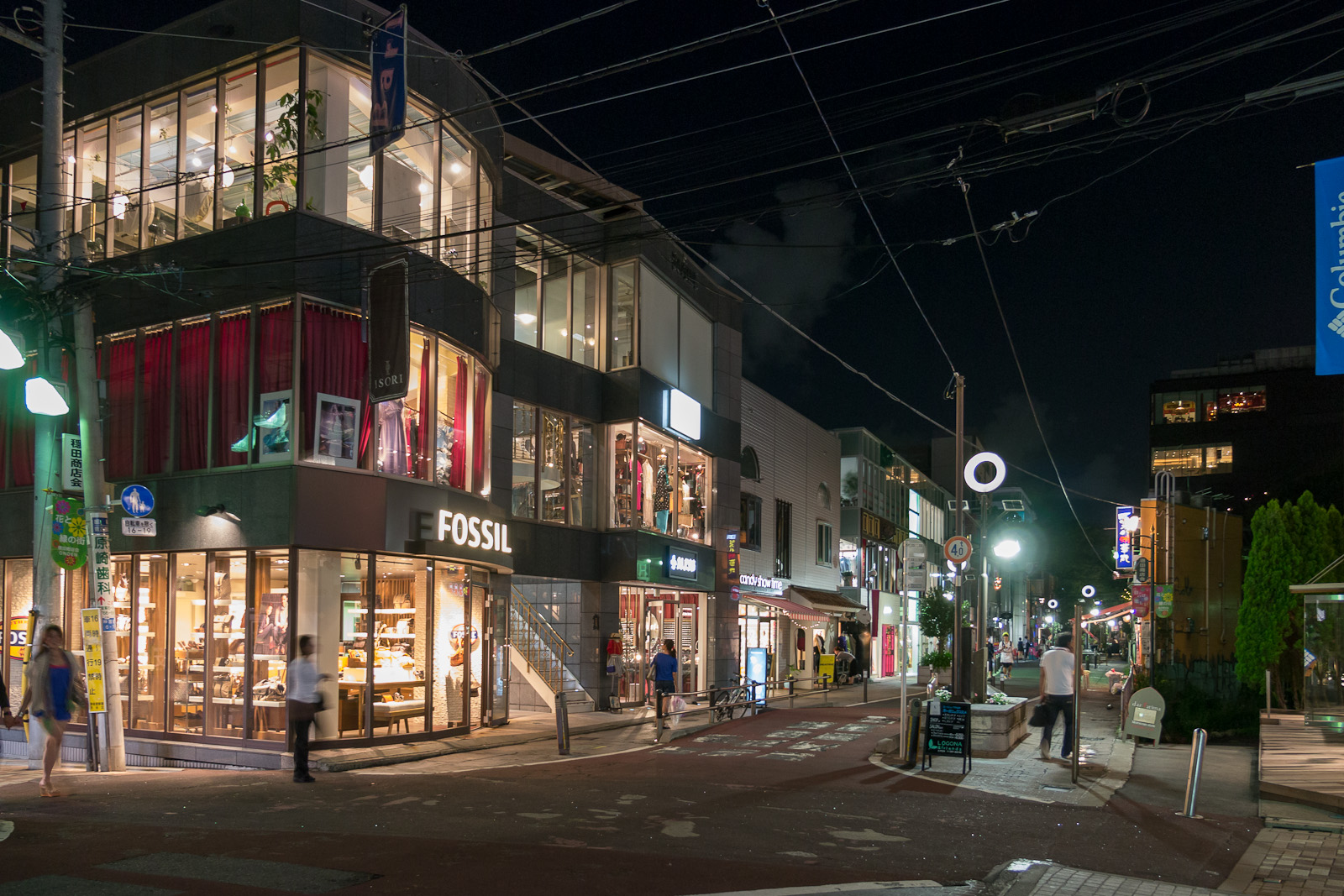
キャットストリート

旧渋谷川遊歩道路（きゅうしぶやがわゆうほどうろ）は、東京都渋谷区にある遊歩道である。遊歩道以外の区間を含めて、キャットストリートという愛称・俗称でも知られる。
東京オリンピックが開催された1964年（昭和39年）、暗渠化された渋谷川（穏田川）の上に作られた。ブティックや飲食店など、近隣の表通りよりも小規模な商店が集積しており、「裏原宿」の中心となる通りのひとつとなっている。1996年（平成8年）以降、通りは渋谷区の区道となっている。

## キャットストリート
明治通り (都道305号線)の宮下公園付近の渋谷キャスト前に始まり、神宮前交番の地点で表参道 (都道413号線)を横断、渋谷区障害者福祉センターはぁとぴあ原宿付近まで進む道の愛称。名前の由来には、「猫の額のように狭い通りだから」、「（暗渠特有の）猫が多いから」、「"ブラックキャッツ"という音楽バンドが生まれた土地だから」、などの諸説がある。
キャットストリートは神宮前3丁目から5丁目にかけて整備されている遊歩道であり、これは1967年（昭和42年）3月に暗渠とされた渋谷川（穏田川）の上に作られている。表参道までは神宮前6丁目と、同5丁目および渋谷1丁目の境界となっており、表参道以北は神宮前4丁目および同3丁目を貫通する。
キャットストリートはもともと、神宮前5丁目の明治通りに近い一部の区間を除いては完全な遊歩道であり、自動車の通行は出来なかった。しかしながら防災や建築基準法の観点（遊歩道は道路と看做されておらず、暗渠沿いの建物の建て替えなどが出来なかった）から、1994年（平成6年）10月より車道も設けられた。